# UCI Coupe des Nations U23 2020
L'UCI Coupe des Nations U23 2020 est la 14e édition de l'UCI Coupe des Nations U23. Elle est réservée aux cyclistes de sélection nationales de moins de 23 ans. Elle est organisée par l'Union cycliste internationale et fait partie du calendrier des circuits continentaux. 
Plusieurs manches sont annulées en raison de la pandémie de Covid-19 et seuls les championnats d'Europe et l'Orlen Nations Grand Prix sont maintenus. 

## Résultats

### Épreuves
| Date            | Épreuve                                          | Pays    | Vainqueur               | Deuxième         | Troisième       | Leader (nations) |
| --------------- | ------------------------------------------------ | ------- | ----------------------- | ---------------- | --------------- | ---------------- |
| 24 août         | Championnat d'Europe du contre-la-montre espoirs | France  | Jonas Iversby Hvideberg | Anthon Charmig   | Vojtěch Řepa    |                  |
| 27 août         | Championnat d'Europe sur route espoirs           | France  | Andreas Leknessund      | Stefan Bissegger | Ilan Van Wilder |                  |
| 12-13 septembre | Orlen Nations Grand Prix                         | Pologne | Olav Kooij              | Mick van Dijke   | Daan Hoole      | Pays-Bas         |

### Classement par nations
| #  | Pays            | Pts. |
| -- | --------------- | ---- |
| 1  | Pays-Bas        | 39   |
| 2  | Suisse          | 24   |
| 3  | Norvège         | 20   |
| 4  | Estonie         | 17   |
| 5  | Allemagne       | 16   |
| 6  | Danemark        | 08   |
| 7  | Belgique        | 08   |
| 8  | Pologne         | 07   |
| 9  | Tchéquie        | 06   |
| 10 | Grande-Bretagne | 05   |